# Varuh gorske narave
Varuh gorske narave je prostovoljni strokovni delavec, ki je opravil formalno izobraževanje pri Planinski zvezi Slovenije (PZS) in je usposobljen za varovanje gorske narave ter bo predvsem znotraj planinskih društev (PD) spremljal in usmerjal različne dejavnosti s ciljem varovanja gorske narave.

## Cilj usposabljanja
Varuh gorske narave mora v planinskem društvu ali pri Medobčinskem društvenem odboru (MDO):
- voditi odsek za varstvo narave
- zagotavljati naravi prijazne dejavnosti društva
- pripravljati in voditi različne projekte in akcije
- izobraževati in vzgajati članstvo tako na pohodih kot organizirati predavanja
- informirati in poročati o akcijah

Program je namenjen ljudem, ki želijo delovati v cilju varovanja gorske narave in vsem, ki načrtujejo in izvajajajo projekte PZS, kot tudi projekte v sodelovanju s sorodnimi in nevladnimi organizacijami, ki s svojim delovanjem posegajo v gorski svet (CAA - Club Arc Alpin, CIPRA, UIAA - Union Internationale des Assoaciotions d'Alpinisme - Mednarodne zveze planinskih organizacij, MW - Mountain Wilderness Slovenije, in drugih). Prav tako je namenjen mentorjem planinskih skupin, za vodnike PZS, ki želijo poglobiti in razširiti znanja s področja varovanja gorske narave, za markaciste, alpiniste, gorske reševalce in oskrbnike planinskih koč in njihove gospodarje, ki bi tako usposobljeni lahko učinkoviteje prispevali k varovanju gorske narave in zmanjševanju negativnih vplivov planinskih koč na okolje.

## Program izobraževanja
Program izobraževanja obsega teoretični in praktični del, izpit ter izdelavo seminarske naloge. Izvajalci programa so inštruktorji planinske vzgoje, ki imajo potrjeno licenco za predavanje vsebin varstva gorske narave. Predavatelji so tudi različni strokovnjaki s področij poznavanja in varovanja gorske narave, ustrezno usposobljeni strokovni delavci v športu na področju planinstva, ki izpolnjujejo pogoje iz preglednice potrebnih kvalifikacij za predavatelje inštruktorje posameznih tem po merilih PZS.
Program poteka 3 krat po dva dni v različnih krajih po Sloveniji (praviloma v planinskih kočah) in obsega 42 ur teoretičnega dela in 18 ur dela na terenu. Ob koncu mora kandidat opraviti pisni izpit, v predpisanem roku po tem, pa oddati tudi seminarsko nalogo, katere vsebino in mentorja se dogovori v teku izobraževanja. Predavanja obsegajo naslednje teme:
- Planinstvo ali zakaj v gore
- Organizacija planinstva
- Organizacija in delo odsekov za varstvo gorske narave
- Namen, naloge in metode delovanja na področju varstva gorske narave
- Načrtovanje, izvedba in analize akcij
- Geografija gorskega sveta
- Splošni ekološki pojmi
- Zakonski predpisi o varstvu narave v gorah
- Zaščitena območja, naravni parki
- Onesnaževanje in uničevanje gorske narave, vplivi množičnega obiska v gorah
- Rastlinstvo v gorah in zaščitene rastlinske vrste
- Živalstvo v gorah in zaščitene živalske vrste
- Aktualna problematika varovanja gorskega sveta v zavarovanih območjih
- Priprava in izvedba projekta varstva gorske narave v okviru planinskega društva

Strokovni naziv pridobi udeleženec tečaja, ki je prisoten na vseh predavanjih in pri praktičnem delu najmanj pri 80 % števila ur, in ki je uspešno opravil pisni preizkus znanja – izpit in 60 dni po pisnem izpitu oddal seminarsko nalogo, pozitivno ocenjeno s strani izbranega mentorja. Udeleženec, ki pisnega dela izpita ne opravi pozitivno, ima možnost ustnega zagovora pred tričlansko komisijo zbora predavateljev tečaja, ki ga imenuje Odbor za usposabljanje KVGN. PZS oz. KVGN izda tudi potrdilo o usposobljenosti.
V letu 2012 se je vršilo že 10. usposabljanje za pridobitev strokovnega naziva varuh gorske narave. 
Vsaka tri leta morajo varuhi gorske narave svoje znanje potrditi na licenčnem usposabljanju, ki ga prav tako izvaja KVGN. Usposabljanje traja en dan in obsega predavanja iz področja aktualne zakonodaje, primerov dobre prakse in primerov uničevanja narave, prikazov vpliva množičnega obiskovanja gora in druge aktualne teme.
Strokovni svet Republike Slovenije za šport je na svoji 20. seji, dne 29. 10. 2008 ponovno potrdil program usposabljanja VARUH GORSKE NARAVE, ki ga je z nekaterimi dopolnitvami in spremembami ter novimi temami (Natura 2000, kulturna krajina in gorski gozd) v potrditev posredovala Planinska zveza Slovenije. 